# Schron amunicyjny „Rajsko”
Schron amunicyjny „Rajsko” – został wzniesiony przy mobilizacyjnej rozbudowie twierdzy w latach 1914–1915. Konstrukcja kamienno-ceglana ze stropem stalowo-betonowym, pokrytym blachą. Schron ma jedno duże pomieszczenie magazynowe doświetlone dwoma oknami, podzielone ścianką działową z cegły na przedsionek i izbę właściwą. W ściance znajduje się otwór strzelniczy osłaniający wejście. Stosowano oświetlenie naftowe, lampy umieszczano w niszach ściennych zamykanych oszklonymi drzwiczkami. Wejście do schronu zamykane było dwuskrzydłowymi drzwiami pancernymi i kratą ze stalowych prętów na ramie z kątownika, okna zabezpieczały okiennice pancerne. Obiekt obsypany jest od czoła i boków ziemią. Schron zachowany jest w dobrym stanie, posiada drzwi, kratę i okiennice pancerne. (stan na 2006)